# Aphanes bachiti
Aphanes bachiti är en rosväxtart som först beskrevs av Ferdinand von Hochstetter, Lucien Leon Hauman och Balle, och fick sitt nu gällande namn av Werner Hugo Paul Rothmaler. Aphanes bachiti ingår i släktet jungfrukammar, och familjen rosväxter. Inga underarter finns listade i Catalogue of Life.